# Кишш, Имре
Имре Кишш (венг. Kiss Imre; род. 10 августа 1957, Хайдубёсёрмень, Хайду-Бихар) — венгерский футболист, вратарь.

## Карьера

### Клубная карьера
В футболе дебютировал в 1974 году в составе клуба «Татабанья», где провёл всю свою игровую карьеру, продолжавшуюся пятнадцать лет. Поначалу Кишш играл лишь в молодёжных составах команды, но в 1975 году сыграл свой первый матч на взрослом уровне.
В 1980 году Кишш отразил 4 пенальти за сезон и не пропустил ни одного гола в последних 8 играх. Благодаря этому команда заняла второе место и квалифицировалась на Кубок УЕФА. Здесь они выбыли после матча против клуба «Реал Мадрид». Менеджеры испанской команды хотели подписать Кишша, но из-за трансферных правил Венгрии того времени у них не было возможности сделать это.
Всего в составе клуба он принял участие в 217 матчах. Завершил карьеру футболиста в 1990 году.

### Карьера в сборной
В 1978 году Кишш входил в состав сборной, готовившейся к чемпионату мира, но на турнир не попал. В 1982 году Кишш был в составе национальной сборной Венгрии на чемпионате мира в Испании. На турнире он находился на скамейке запасных и на поле ни разу не выходил. В 1983 году Кишш вновь получил приглашение в сборную, но не смог играть за команду из-за травмы колена.